# Ivan Soldo
Ivan Soldo (1926. − 2004.), hrvatski guslar iz BiH, iz Čitluka.
Objavio je dva albuma guslarskih pjesama, koji se ističu po tome što ih je objavila najveća hrvatska izdavačka kuća Croatia Records (ondašnji Jugoton):
- Tomić Mijat odmeće se u hajduke, Jugoton (na gramofonskoj ploči)[1]
- Hasanaginica / Dželaludin-paša isječe bosanske kapetane, Jugoton (na gramofonskoj ploči)[1]